# Lista de abunas da Eritreia
A Igreja Ortodoxa Tewahedo da Eritreia faz parte da Comunhão Ortodoxa Oriental, e foi concedida autocefalia por Shenouda III, Papa da Igreja Ortodoxa Copta de Alexandria, em 1994 – um ano depois que a Eritreia conquistou sua independência da Etiópia. Shenouda III ordenou cinco clérigos eritreus de alto escalão como bispos da Igreja Ortodoxa Eritreia Tewahedo em 19 de junho de 1994 na Catedral Ortodoxa Copta de São Marcos, no Cairo. Isso permitiria a formação de um Santo Sínodo local para a Eritreia. Shenouda III também concordou que um patriarca recém-eleito seria capaz de consagrar seus próprios novos bispos e metropolitas para a Igreja da Eritreia. O Patriarca da Eritreia também carrega o título de Abuna em consonância com a Igreja Ortodoxa Etíope Tewahedo.
Após a declaração de autocefalia da Igreja em 1994, o cargo de patriarca da Eritreia permaneceu vago até 1999, quando Abune Felipe se tornou o primeiro patriarca da Igreja Ortodoxa Tewahedo da Eritreia.

## Patriarcas da Eritreia
- Vago (1994-1999);
- Felipe (1999–2001) - Primeiro patriarca da Eritreia;
- Jacó (2002-2003);
- Antônio (2004-2006 ou 2004-2022) - Deposto pelo Governo da Eritreia e colocado em prisão domiciliar.[1] Considerado o patriarca legitimo até sua morte em 2022;
- Dióscuro (2007-2015) - Não reconhecido pela Papa de Alexandria, Shenouda III, nem pelas Igrejas Ortodoxas Orientais. Reinado disputado por seguidores de Abune Antonio;
- Vago (2015-2021);
- Cirilo (2021-2022) - Reinado disputado por seguidores de Abune Antonio até 2022;[2][3][4]
- Vago (2023-2024);
- Basílio (2025-).[5][6][7][8]